# Atalissa
Atalissa és una població dels Estats Units a l'estat d'Iowa. Segons el cens del 2000 tenia 283 habitants.

## Demografia
Segons el cens del 2000, Atalissa tenia 283 habitants, 113 habitatges, i 80 famílies. La densitat de població era de 840,5 habitants per km².
Dels 113 habitatges en un 30,1% hi vivien nens de menys de 18 anys, en un 58,4% hi vivien parelles casades, en un 7,1% dones solteres, i en un 29,2% no eren unitats familiars. En el 26,5% dels habitatges hi vivien persones soles el 13,3% de les quals corresponia a persones de 65 anys o més que vivien soles. El nombre mitjà de persones vivint en cada habitatge era de 2,5 i el nombre mitjà de persones que vivien en cada família era de 3,01.
Per edats la població es repartia de la següent manera: un 26,9% tenia menys de 18 anys, un 9,9% entre 18 i 24, un 30% entre 25 i 44, un 23% de 45 a 60 i un 10,2% 65 anys o més.
L'edat mediana era de 34 anys. Per cada 100 dones de 18 o més anys hi havia 99 homes.
La renda mediana per habitatge era de 31.875 $ i la renda mediana per família de 43.929 $. Els homes tenien una renda mediana de 31.250 $ mentre que les dones 24.583 $. La renda per capita de la població era de 20.269 $. Entorn del 6% de les famílies i el 9,4% de la població estaven per davall del llindar de pobresa.

## Poblacions més properes
El següent diagrama mostra les poblacions més properes.